# Promieniowanie bezpośrednie

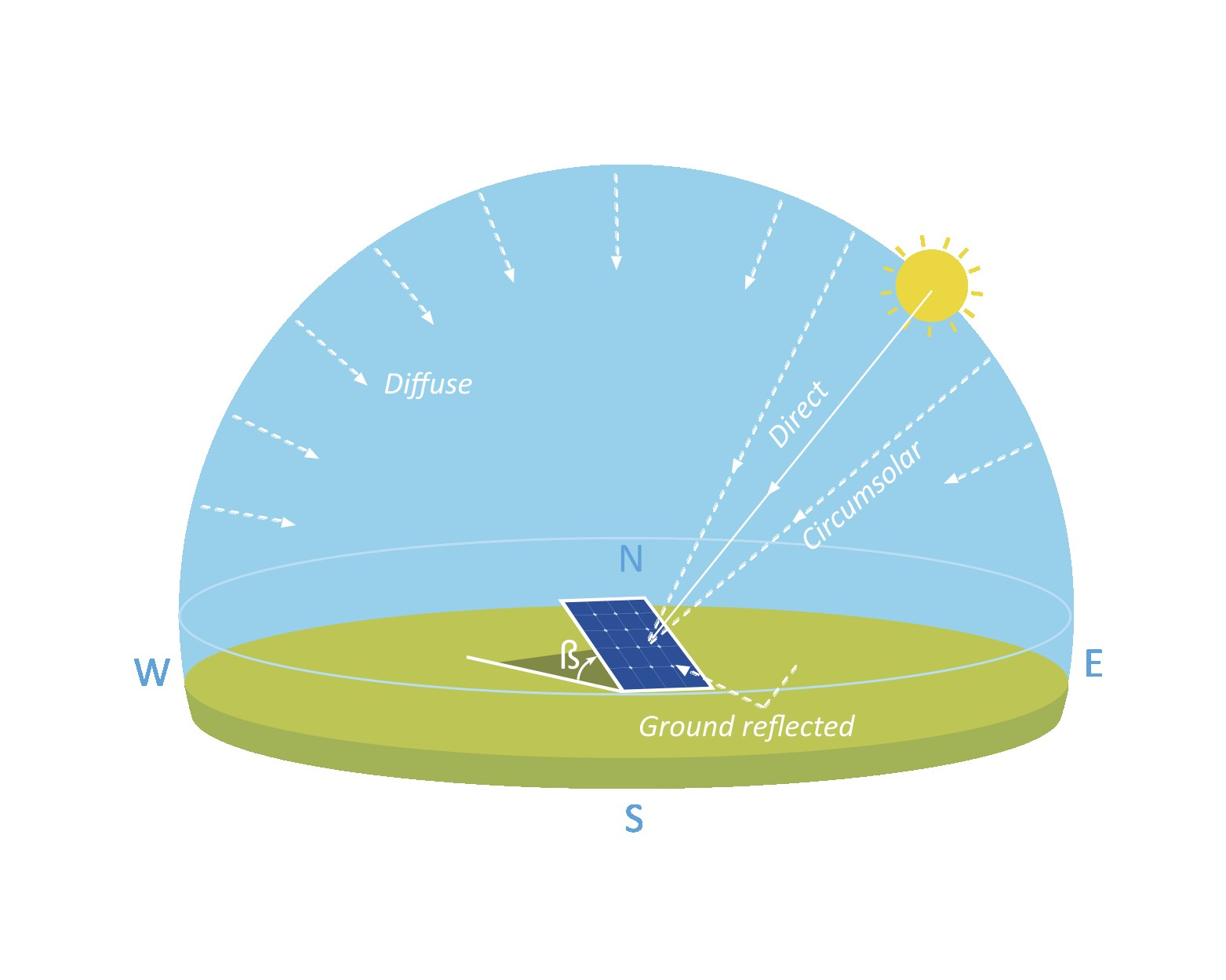
Promieniowanie bezpośrednie (direct) jako składowa promieniowania słonecznego.

Promieniowanie bezpośrednie – część jakiegokolwiek promieniowania, które dociera do celu najkrótszą drogą i nie uległo rozproszeniu lub odbiciu.

## Promieniowanie słoneczne

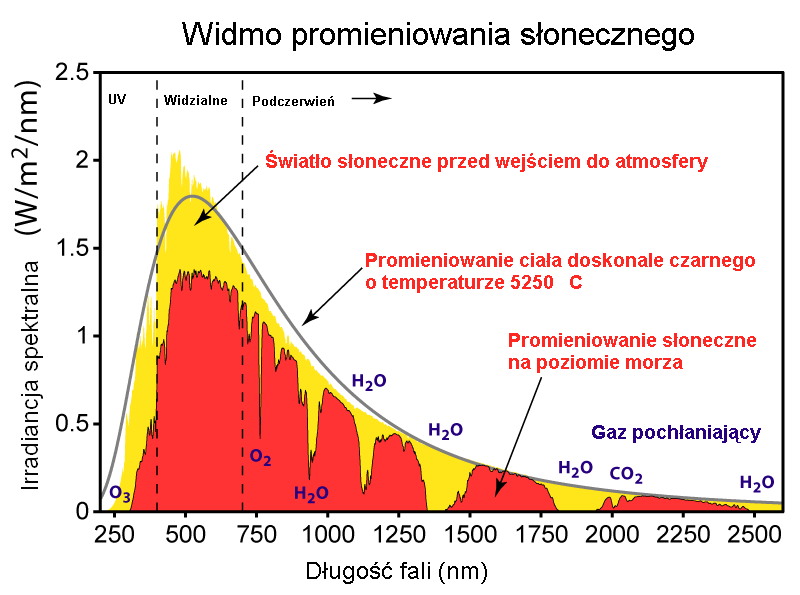
Rozkład spektralny bezpośredniego promieniowania słonecznego, przed wejściem do atmosfery i na poziomie morza

Promieniowanie Słońca dociera w całości bezpośrednio do górnych warstw atmosfery Ziemi, średnia moc przypadająca na jednostkę powierzchni ustawioną prostopadle do tego promieniowania jest nazywana stałą słoneczną i wynosi 1361 W/m². Przechodząc przez atmosferę promieniowanie słoneczne jest rozpraszane i odbijane. Promieniowanie docierające bezpośrednio do poziomu morza, gdy Słońce jest w zenicie, przy braku chmur i zanieczyszczeń powietrza ma moc około 1050 W/m², a całkowita moc promieniowania słonecznego w tych warunkach wynosi około 1120 W/m²

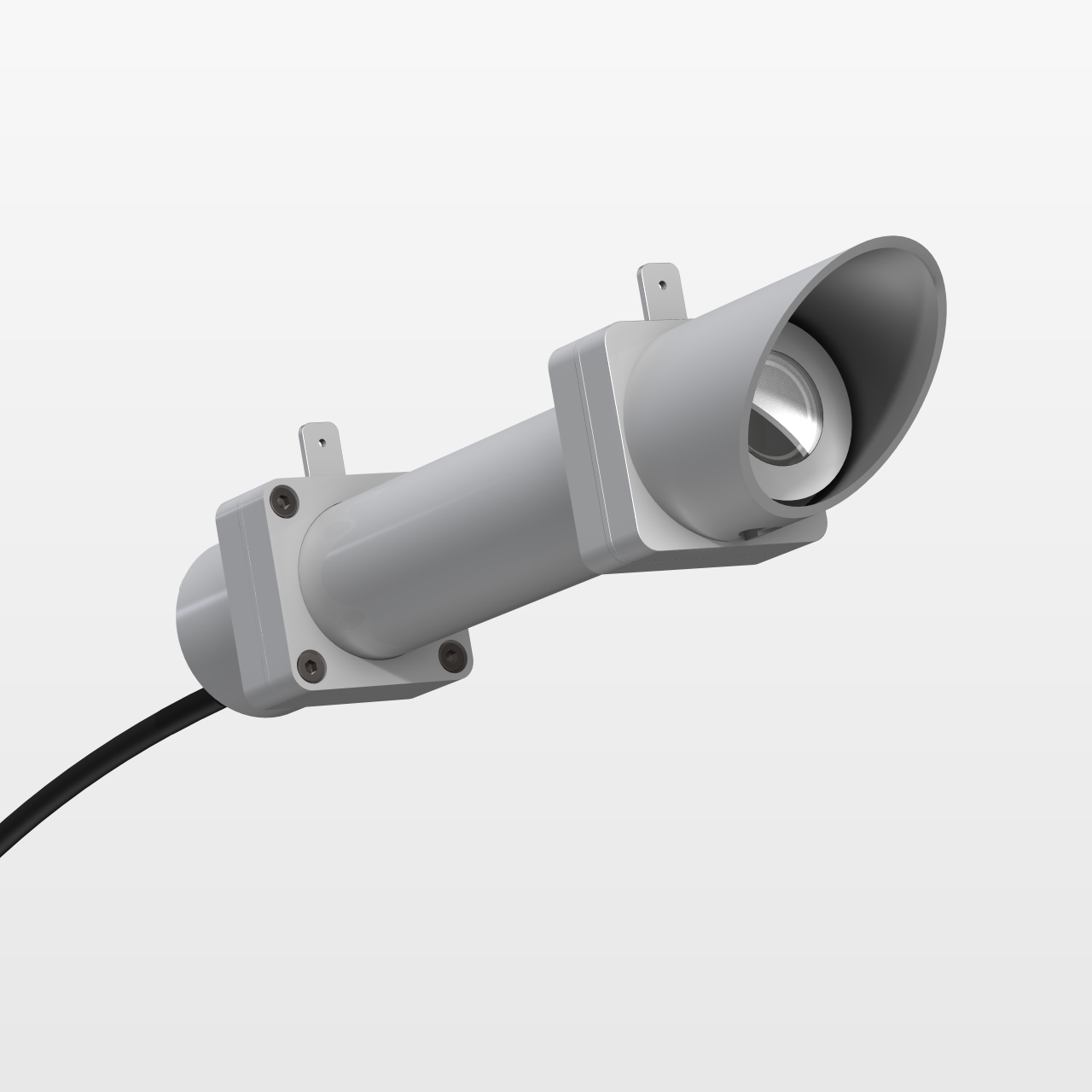
Pyrheliometr – przyrząd do pomiaru bezpośredniego promieniowania słonecznego.

W praktyce wielkość promieniowania bezpośredniego zwykle zawiera także promieniowanie rozproszone w przód, lub rozproszone pod niewielkimi kątami.
Możliwość odbierania bezpośredniego promieniowania słonecznego stanowi ważną wielkość w planowaniu i pomiarach systemów fotowoltaicznych oraz inżynierii żagli słonecznych.